# Mesochorus naknekensis
Mesochorus naknekensis là một loài tò vò trong họ Ichneumonidae.